# La Bazoge, Sarthe
La Bazoge là một xã thuộc tỉnh Sarthe trong vùng Pays-de-la-Loire tây bắc nước Pháp. Xã này nằm ở khu vực có độ cao từ 49-148 mét trên mực nước biển.